# Lonchocarpus punctatus
Espèce
Classification APG III (2009)
Lonchocarpus punctatus, appelé bois-savonnette aux Antilles, est une espèce de plantes à fleurs de la famille des Fabaceae. C'est un arbre de 5 à 15 mètres, originaire des Caraïbes, du Venezuela et de Colombie.
Synonymes taxinomiques :

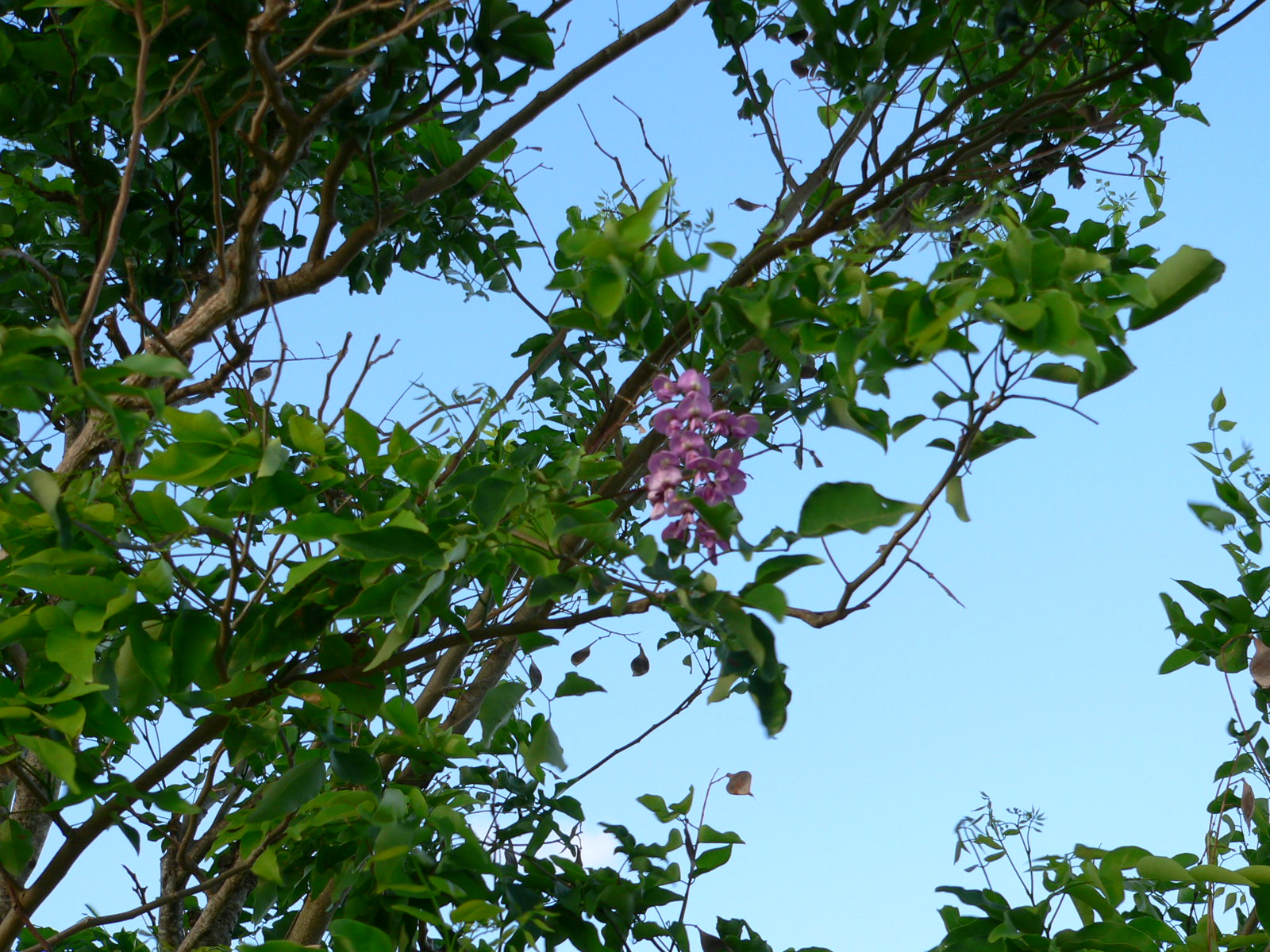
Lonchocarpus punctatus, en Guadeloupe.

- Lonchocarpus benthamianus Pittier 1917 Contr. US Natl. Herb. 20: 86 [6092  - 1875 ]
- Lonchocarpus caribaeus Urb.

## Description
C'est un arbre de 5-15 m, possédant une écorce grise et des feuilles caduques.
Ses feuilles imparipennées comportent de 3 à 4 paires de folioles, elliptiques, fines, membraneuses, vert clair, de chacune 4-16 × 3-4 cm, à base arrondie, marquées de points noirs et de points translucides bien visibles.
Les fleurs rose-mauve sont disposées par deux sur un racème de 20 cm de long. Chaque fleur comporte un calice tronqué, une corolle rose-mauve devenant blanche, taché de jaune au centre, avec un étendard largement étalé, arrondi, de 15 mm de diamètre.
La floraison a lieu de juin à octobre.
La gousse couleur paille à maturité, de 6-8 × 3-4 cm, comporte 1 à 3 graines.

## Écologie
Cet arbre est originaire des Caraïbes, du Venezuela et de Colombie.
On le rencontre aux Antilles françaises, dans la forêt xérophile, surtout sur sol volcanique, et dans la forêt mésophile.

## Utilisations
Aux Antilles, ses feuilles sont utilisées pour des « bains réchauffants »